# Німецько-мадагаскарські відносини
Німецько-мадагаскарські відносини є «традиційно дружніми», за словами МЗС Німеччини. Дипломатичні зв'язки між двома державами підтримуються, починаючи з 19 століття. У 21 столітті контакти між двома країнами характеризуються переважно співробітництвом у сфері розвитку.

## Історія
Судноплавне сполучення між Занзібаром і Нусі-Бе було встановлено в 1857 році підприємцем Вільямом О'Свальдом з Гамбурга. Австрійська мандрівниця по світу Іда Пфайффер відвідала Мадагаскар у 1961 році і через чотири роки опублікувала двотомний путепис Reise nach Madagaskar, одне з перших німецькомовних свідчень про Мадагаскар. У 1876 році в портовому місті Таматаве відкрили німецьку зовнішньоторговельну пошту, яку через кілька років перетворили на консульство. У 1883 році Королівство Мадагаскар і Німецька імперія підписали договір про дружбу і активізували двосторонню торгівлю. Проте Німецька імперія не розвивала колоніальних амбіцій на Мадагаскарі, і Королівство Мадагаскар стало колонією Франції. Німецько-мадагаскарські торговельні обміни перервав початок Першої світової війни.
Ще наприкінці 19 століття антисеміти Німецької імперії обговорювали Мадагаскар як можливий новий «дім» для європейських євреїв. У 1902 році сіоніст Теодор Герцль написав свій утопічний роман «Стара нова земля» про Мадагаскар як можливий пункт призначення європейських євреїв. Після приходу Адольфа Гітлера до влади Німеччини, нацистська держава розробила конкретні плани депортації євреїв Європи на Мадагаскар у формі Мадагаскарського плану. Однак французький уряд Віші чинив опір передачі Мадагаскару, а британська військова перевага у відкритому морі прирекла Мадагаскарський план на провал. У 1942 році його було покинуто, і фашисти посилили свій план знищення євреїв у Європі.
Після Другої світової війни та деколонізації Африки, Мадагаскар, який став незалежним від Франції, встановив дипломатичні відносини з ФРН в 1960 році. Через рік у Бонні відкрили малагасійське посольство. Після відмови від доктрини Гальштейна під керівництвом канцлера Віллі Брандта Мадагаскар також встановив дипломатичні відносини з Німецькою Демократичною Республікою в 1973 році  У 1983 році до сторіччя німецько-мадагаскарського договору про дружбу було засновано Німецько-мадагаскарське товариство. Після проголошення незалежності Німеччина стала для Мадагаскару важливим донором у сфері допомоги розвитку. Однак зі зміною уряду на Мадагаскарі за підтримки військових у 2009 році  співробітництво у галузі розвитку було призупинено та відновлено лише у 2014 році.

## Економічні відносини
Спільний обсяг торгівлі у 2021 році склав 226 млн євро, що ставить Мадагаскар на 114 місце в рейтингу торговельних партнерів Німеччини. Німеччина експортує на Мадагаскар переважно промислову, фармацевтичну та хімічну продукцію, а натомість імпортує з Мадагаскару одяг, сировину та продукти харчування. Німеччина є одним з найважливіших експортних ринків для Мадагаскару.

## Співробітництво у сфері розвитку
Німеччина є третім за величиною донором допомоги у сфері розвитку Мадагаскару та найбільшим донором у галузі охорони навколишнього середовища. Важливим напрямком співпраці  є стале використання ресурсів, захист навколишнього середовища та збереження унікального біорізноманіття Мадагаскару. Німеччина допомагає створювати заповідникиї та керувати національними парками. Ще одним пріоритетом співробітництва є сприяння працевлаштуванню через підтримку приватного сектору, а також боротьба з бідністю, в тому числі через підтримку мікрокредитів. У 2018 році допомога Німеччини склала майже 30 мільйонів євро. Щодо приватного боку, то на Мадагаскарі активно працюють неурядові організації, такі як Німецький Червоний Хрест, German Agro Action і CARE Germany.

## Відносини у галузі культури
У 1976 році Німецько-Мадагаскарський центр став філією Гете-Інституту та є невід’ємною частиною культурного ландшафту Антананаріву. Майже 30 000 учнів у школах Мадагаскару як іноземну мову, вивчають німецьку, а в Університеті Антананаріву є Інститут німецьких досліджень.

## Дипломатичні представництва

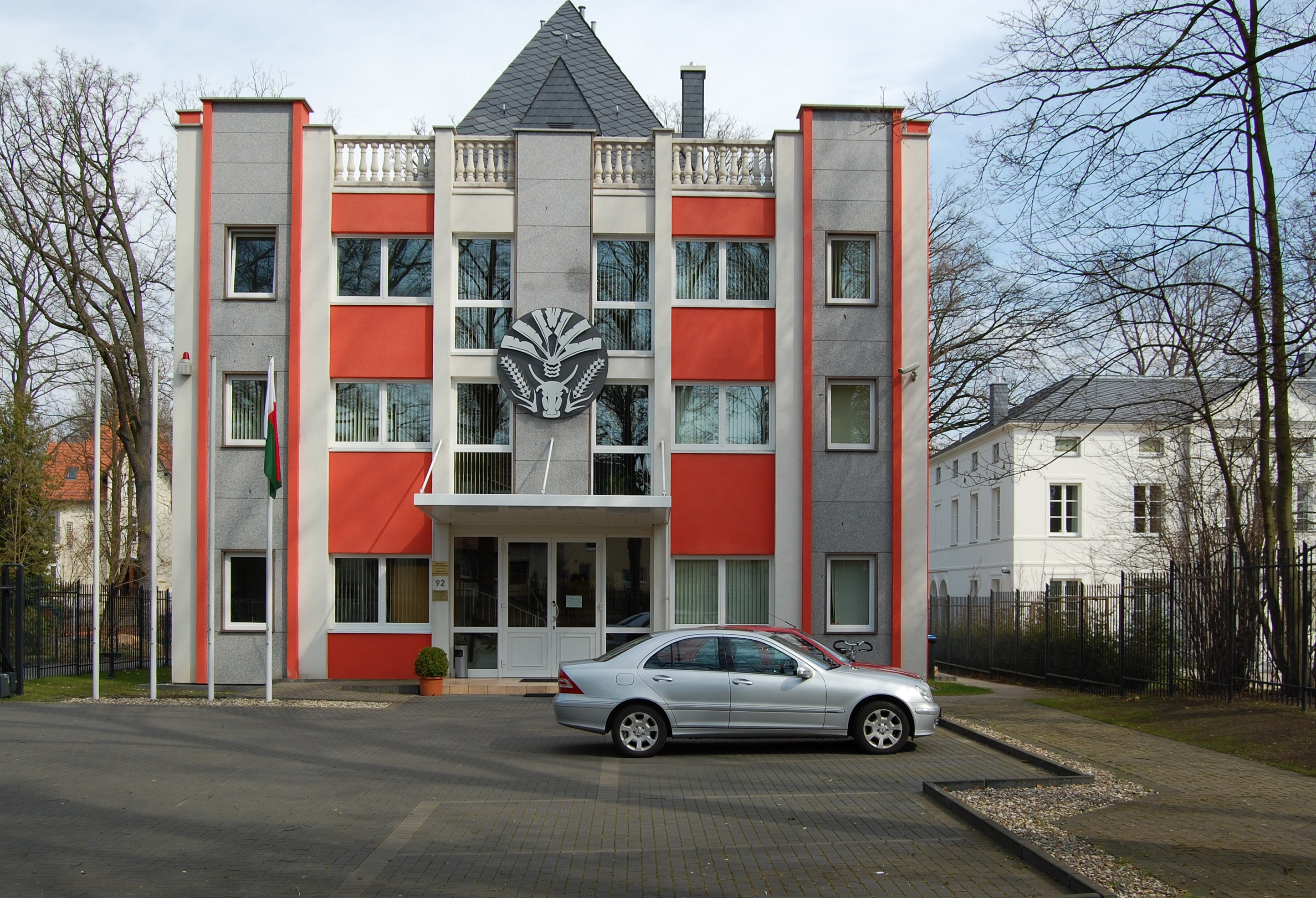
Посольство Мадагаскару, Берлін

- Німеччина має своє посольство в Антананаріву.[8]
- Мадагаскар має своє посольство в Берліні.[9]